# Собор Успения Пресвятой Богородицы (Добрыниха)
Собор Успения Пресвятой Богородицы (Успенский собор женской общины в честь иконы Божьей Матери Отрада и Утешение, Успенский собор общины «Отрада и утешение») — храм Русской православной церкви в селе Добрыниха Московской области.
Адрес: Московская область, Домодедовский район, село Добрыниха.

## История
Женская община во имя иконы Божьей Матери «Отрада и Утешение» была учреждена Высочайшим Указом от 26 марта 1898 года в пределах Щеглятьевской вотчины графини Марии Владимировны Орловой-Давыдовой.
Успенский собор был заложен в 1900 году и окончен в 1904 году. Четырёхстолпный пятиглавый храм с полуподвалом, на высоком цоколе, крестово-купольного типа с тремя высокими апсидами и пониженным западным притвором с хорами наверху был создан под влиянием древнерусского зодчества различных эпох. Его автором был архитектор С. У. Соловьёв.

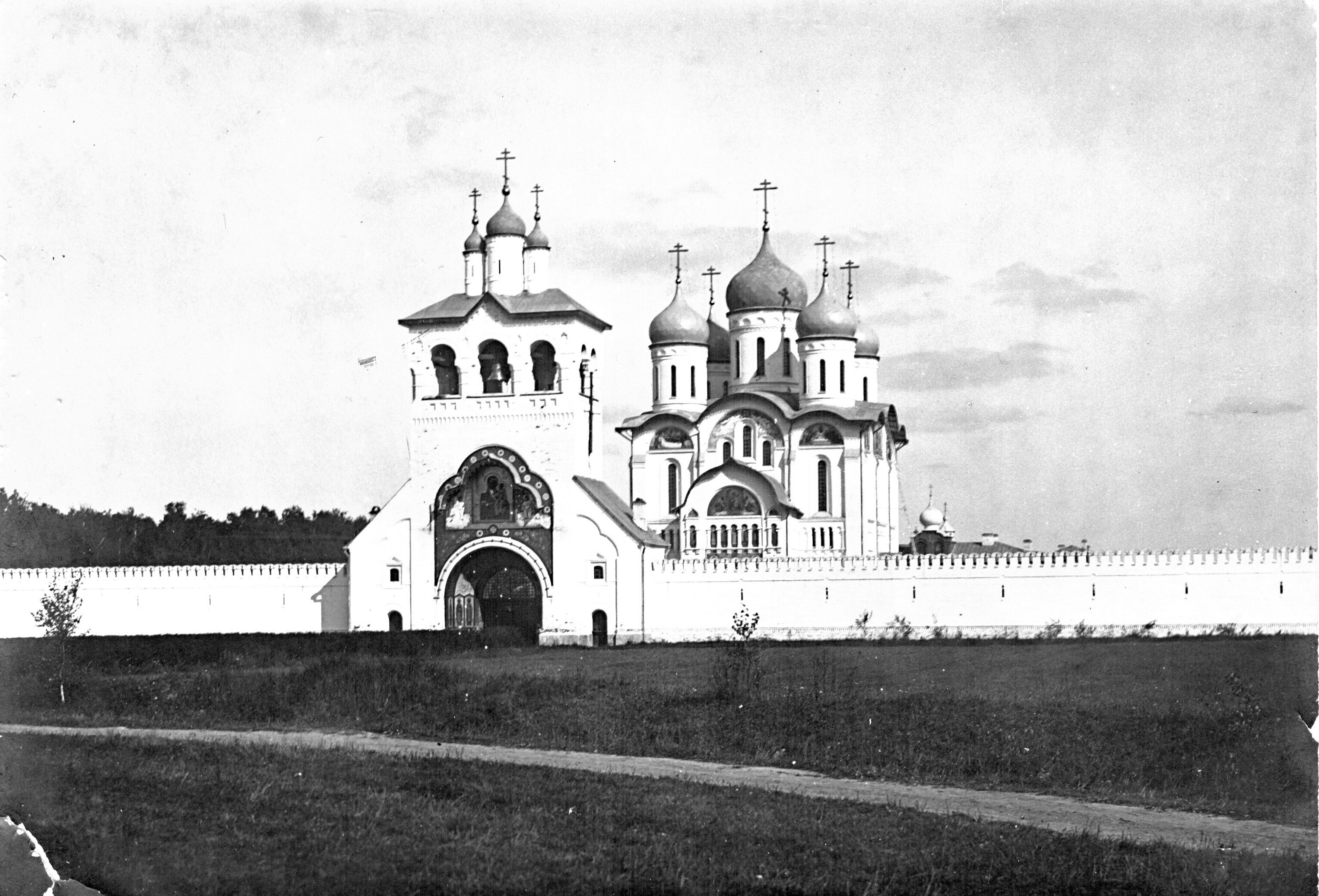
Собор с надвратной колокольней на дореволюционной фотографии

Великое освящение собора было совершено 22 августа 1904 года, службу возглавлял Митрополит Московский и Коломенский Владимир (Богоявленский), ставший впоследствии священномучеником. Ко времени освящения была построена богадельня, а на кладбище для отпевания усопших поставлена деревянная на каменном фундаменте часовня. Территория монастыря была обнесена высоким кирпичным забором с узорчатым верхом. Напротив собора Успения Пресвятой Богородицы находилась надвратная колокольня.
В начале 1929 года был поставлен вопрос о закрытии монастыря и собора. В результате отдельно стоявшая надвратная звонница была сломана, все здания использовались под различные хозяйственные нужды, а в 1934 году в монастыре открылась Московская городская психиатрическая больница. Успенский собор значительно пострадал за годы советской власти и пришёл в запустение.
После распада СССР началось восстановление собора. Первая литургия в нём совершилась 3 февраля 1992 года. С августа 1994 года образованная община приступила к реставрации Успенского собора под руководством архитектора-реставратора Политова Александра Ивановича, которая продолжается по настоящее время.
Настоятель: иерей Алексий Викторович Зверобоев.